# Jeanne Samary
Léonie Pauline Jeanne Samary va ser una actriu francesa nascuda el 4 de març de 1857 a París, on va morir el 18 de setembre de 1890. També va ser model d'art per a diversos pintors, especialment Pierre-Auguste Renoir.

## Biografia
Jeanne Samary va néixer en una família d'artistes. El seu pare, Louis-Jacques Samary, era violoncel·lista a l'Òpera de París, i dues de les seves ties per part materna, Augustine Brohan i Madeleine Brohan, eren actrius a la Comédie-Française, igual que la seva àvia, Suzanne Brohan.
El 1871, als catorze anys, va ingressar al Conservatori Nacional de Música i Declamació i el 1874, als divuit, va guanyar el primer premi de comèdia. L'agost d'aquell mateix any va debutar a la Comédie-Française en el paper de Dorine, a Tartuf, pel qual va rebre crítiques moderadament bones. Es va especialitzar en les comèdies de Molière.
Es va casar el 1882 amb Paul Lagarde, germà del pintor Pierre Lagarde, amb qui va tenir tres fills, entre els quals dues filles que li van sobreviure.

## Model pictòrica
Renoir va pintar Samary una dotzena de vegades entre els anys 1877 i 1881; Louise Abbéma la va pintar dues vegades.
Va aparèixer a l'obra de Renoir de 1876, Ball al Moulin de la Galette, i al mateix any, en una de les primeres obres impressionistes, El gronxador, que presenta la jove actriu com a model principal.

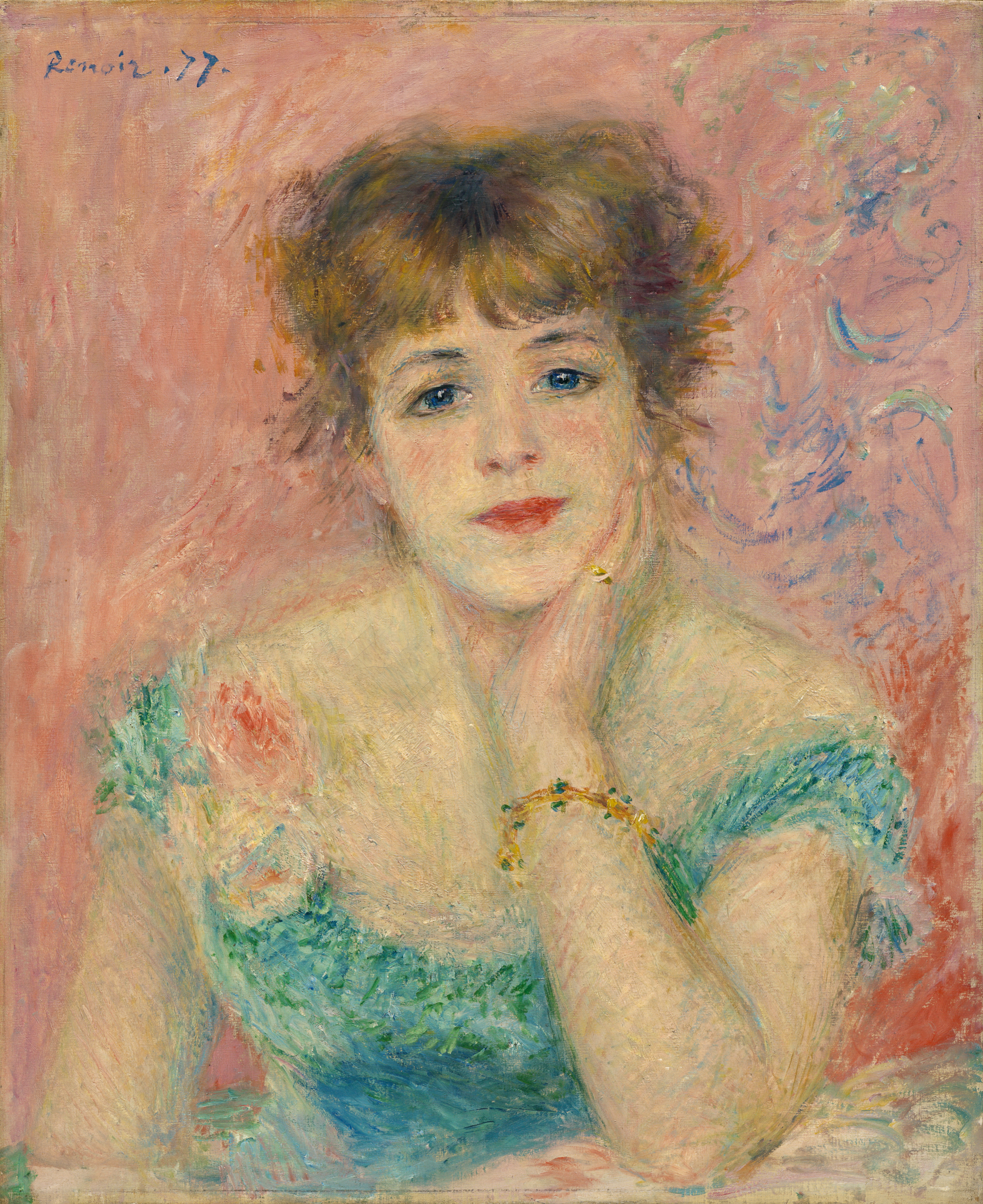
La Rêverie, de Renoir (1877), Museu Pushkin de Belles Arts.

També és la model pictòrica de La Rêverie, que va tenir un èxit moderat a l'exposició impressionista de 1877, tot i que no sembla que va agradar prou a Mademoiselle Samary. En realitat, les pinzellades vacil·lants i la llum  irregular i difusa eren les pròpies del nou estil impressionista.

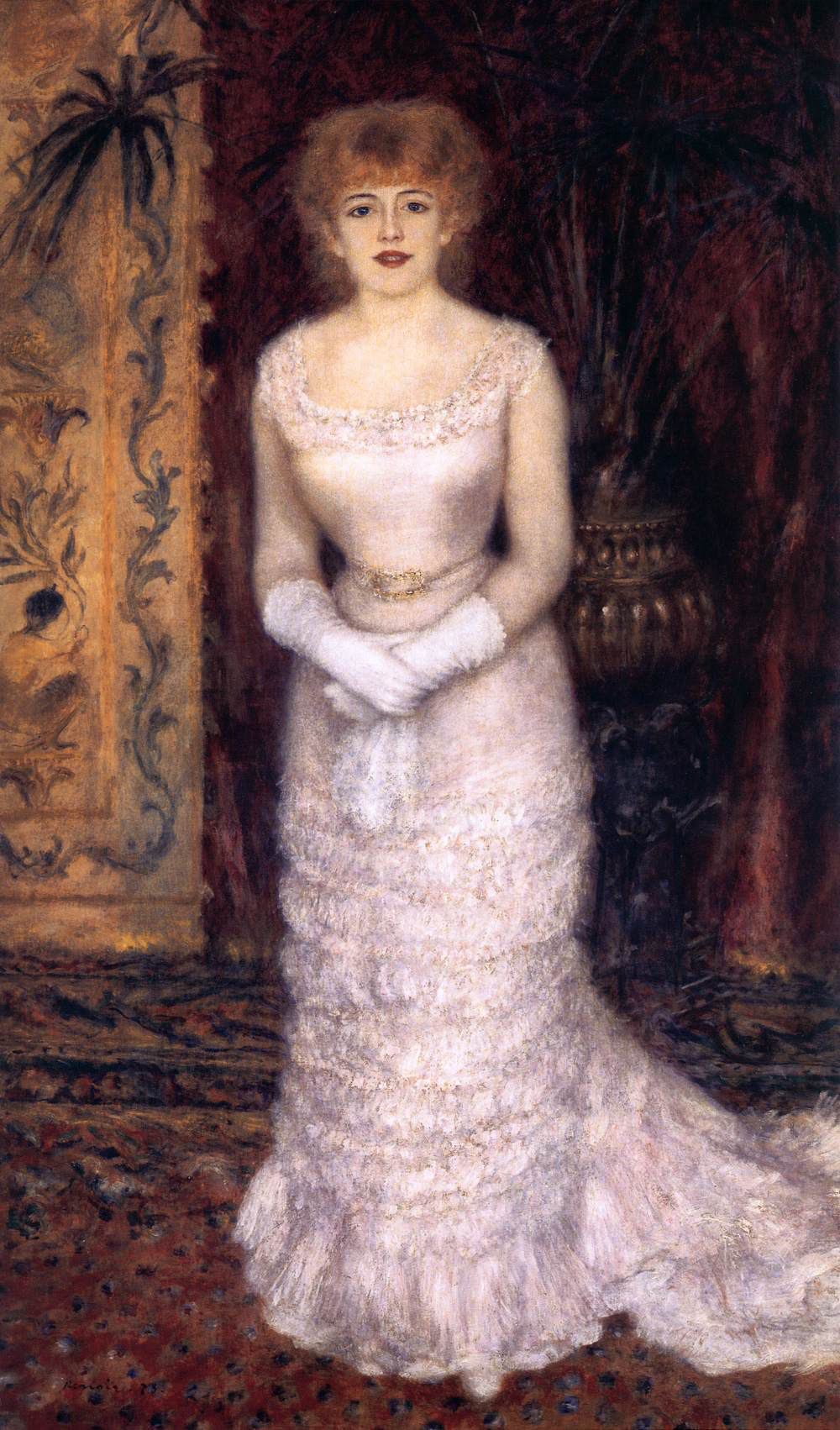
Retrat de cos sencer de Jeanne Samary, de Renoir (1878), Museu de l'Hermitage

El 1879, Renoir va presentar un retrat que se suposava que seria més satisfactori per a la seva model, de cos sencer i amb vestit de gala. Però el retrat, menys ben exposat que el de Sarah Bernhardt, va tenir menys èxit i, segons sembla, Mademoiselle Samary va quedar molesta. També apareix al quadre El dinar dels remers, on ja figura al fons de la pintura, amb la cara mig amagada darrere el barret.
Després de tres anys de col·laboració, Jeanne Samary va preferir els pintors de Renoir de l'escola acadèmica que, segons ella, eren més propensos a millorar la seva imatge. Va triar, entre d'altres, Louise Abbéma i Ferdinand Humbert, que va pintar el seu retrat el 1890 just abans de la seva mort.
Poc abans de la seva mort, va escriure un llibre per als seus fills, Les Gourmandises de Charlotte (1890), magistralment il·lustrat per Humphrey Jacques de Breville.
Va morir sobtadament al número 194 del carrer de Rivoli a causa d'una febre tifoide el 1890, quan tenia trenta-tres anys. Està enterrada al cementiri de Passy (divisió 6).

## Teatre

### Carrera a la Comédie-Française
Entrada el 1875
Nomenada membre 305 el 1879
- 1874, Tartuf, de Molièreː Dorine
- 1875, Oscar, d'Eugène Scribe i Charles Duveyrier: Manette
- 1875, Les precioses ridícules, de Molièreː Madelon
- 1874, Tartuf, de Molièreː Dorine
- 1875, Pluja petita, d'Édouard Pailleronː Pulchérie
- 1876, Don Joan o el festí de pedra, de Molièreː Carlota
- 1877, El jugador, de Jean-François Regnardː Nerina
- 1879, L'escola dels marits, de Molièreː Lisette
- 1880, L'Impromptu de Versalles, de Molièreː Mademoiselle Du Croisy
- 1880, El burgès gentilhome, de Molièreː Nicole
- 1880, Daniel Rochat, de Victorien Sardouː Arabelle
- 1881, Le Monde où l'on s'ennuie d'Édouard Pailleronː Suzanne
- 1882, Le roi s'amuse, de Victor Hugoː Maguelonne
- 1884, La Duchesse Martin, d'Henri Meilhacː Joana
- 1885, Socrate et sa femme, de Théodore de Banvilleː Xantipa
- 1888, Les dones sàvies, de Molièreː  Martina
- 1888, Le Mercure galant ou la Comédie sans titre, d'Edme Boursaultː Elise
- 1889, L'escola dels marits, de Molièreː Lisette
- 1890, El burgès gentilhome, de Molièreː Nicole

## Galeria

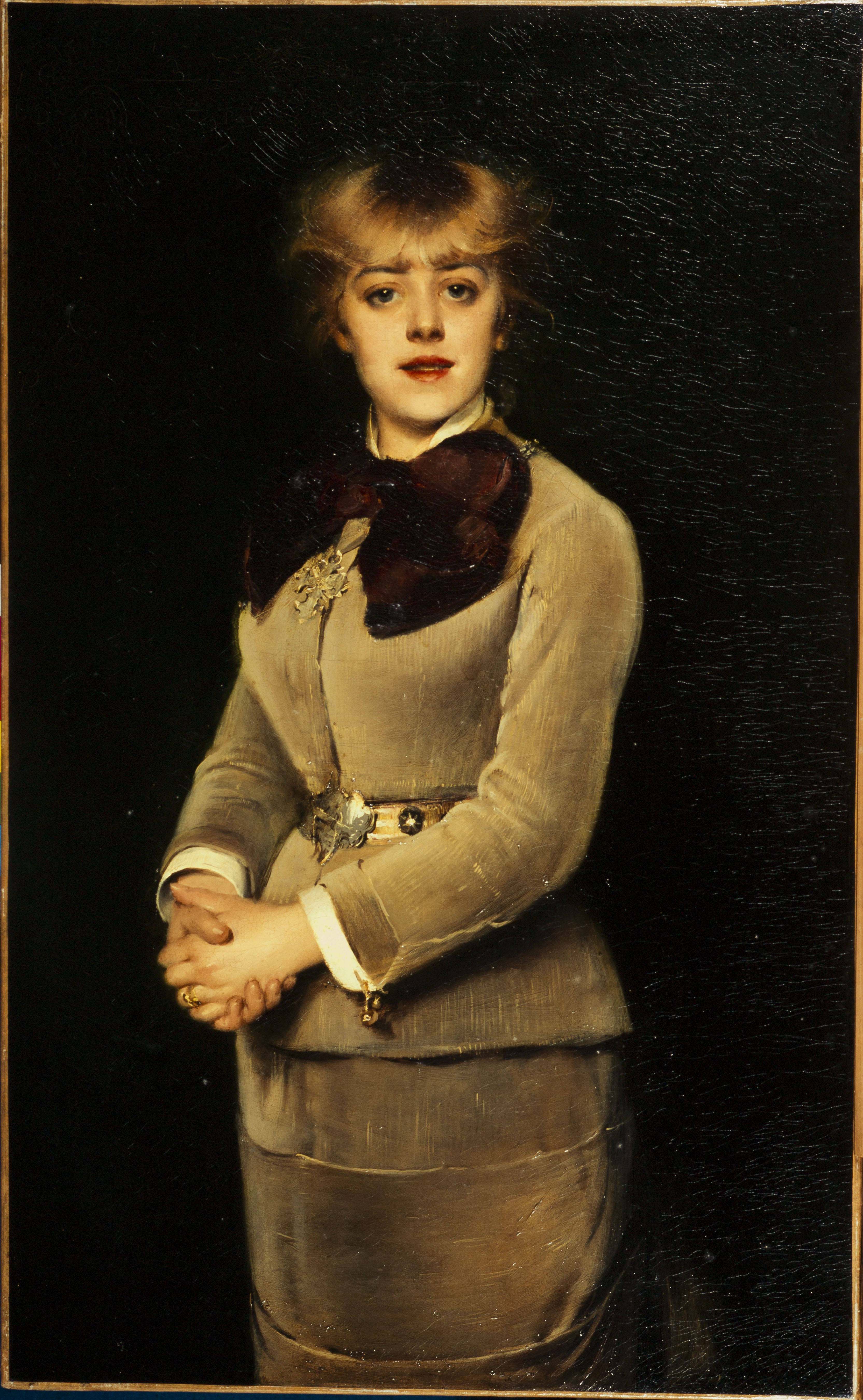
Portrait de Jeanne Samary, de Louise Abbéma. Musée Carnavalet
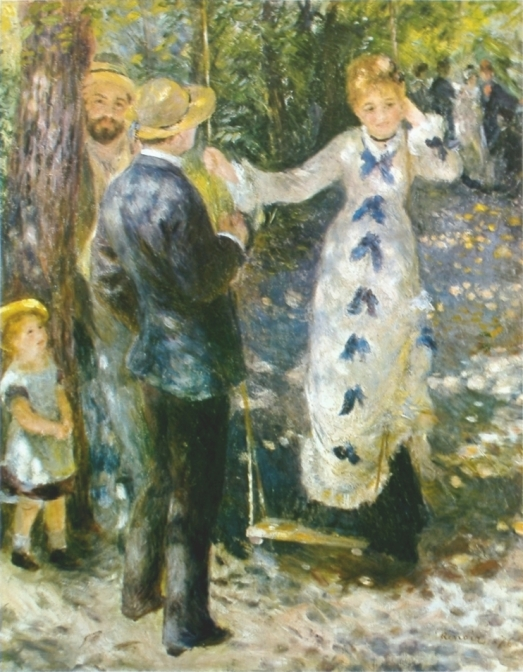
El gronxador (1876), Renoir. Museu d'Orsay
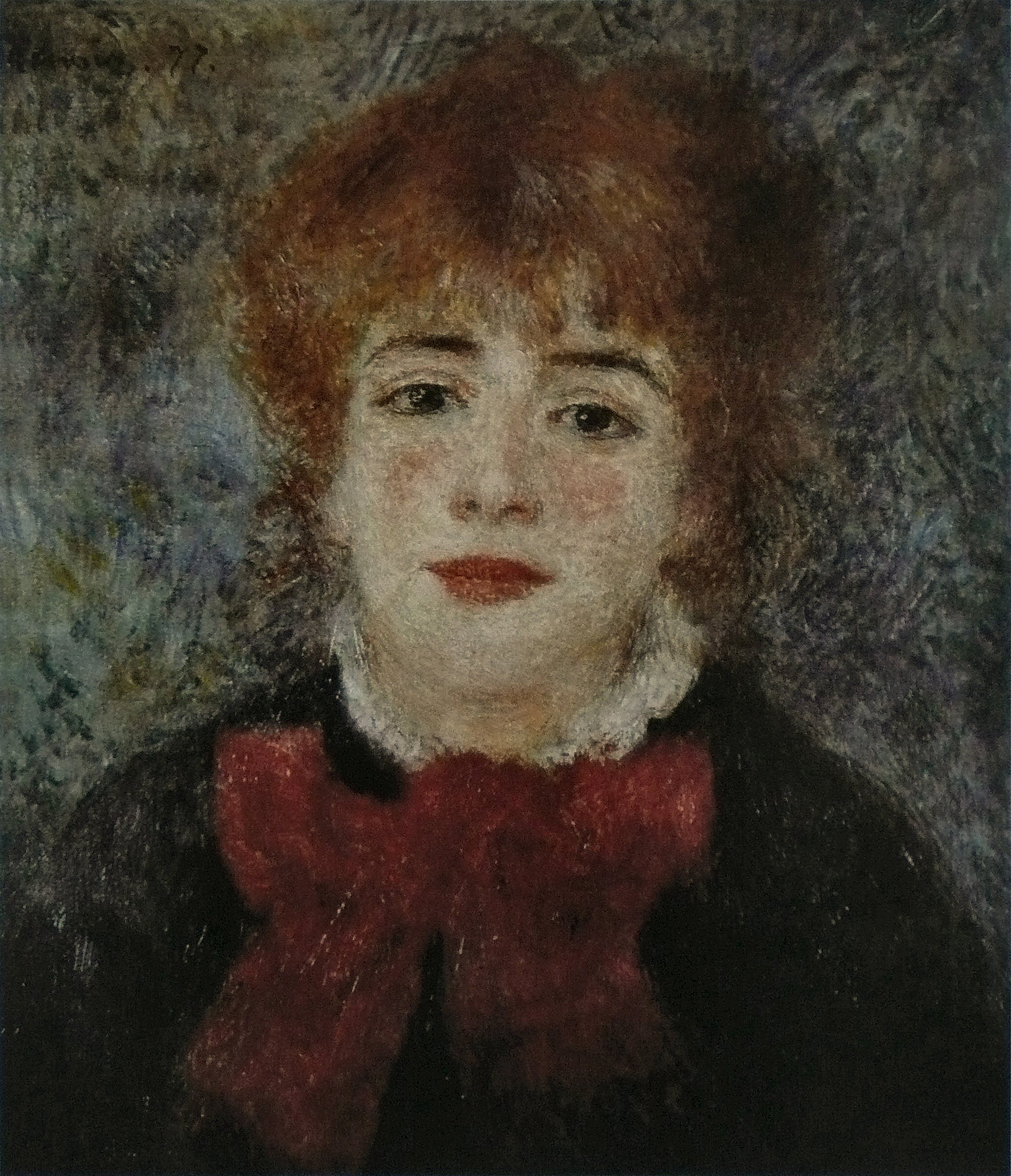
Portrait de Jeanne Samary (1877), Renoir
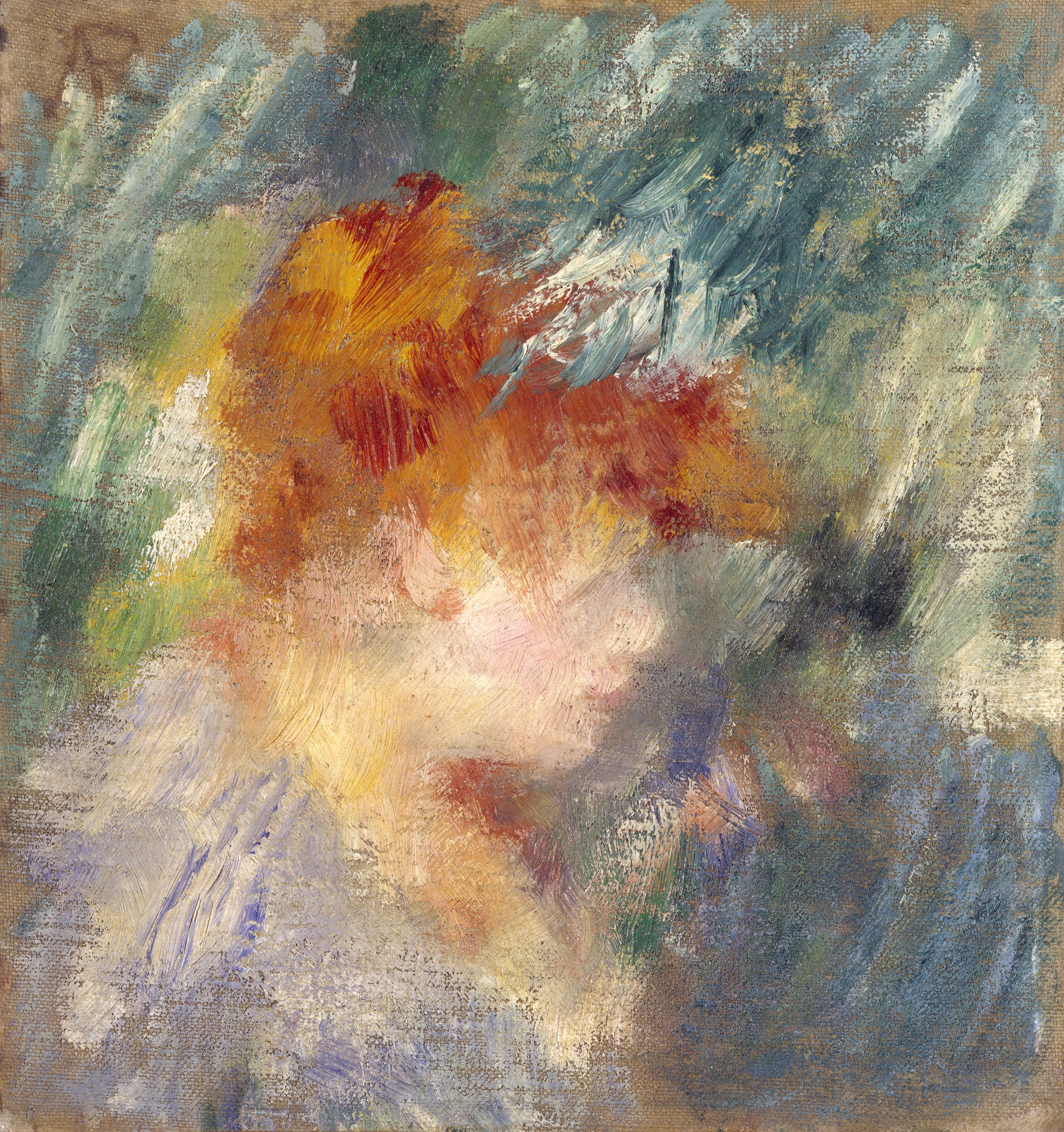
Portrait de Jeanne Samary (1878), Renoir
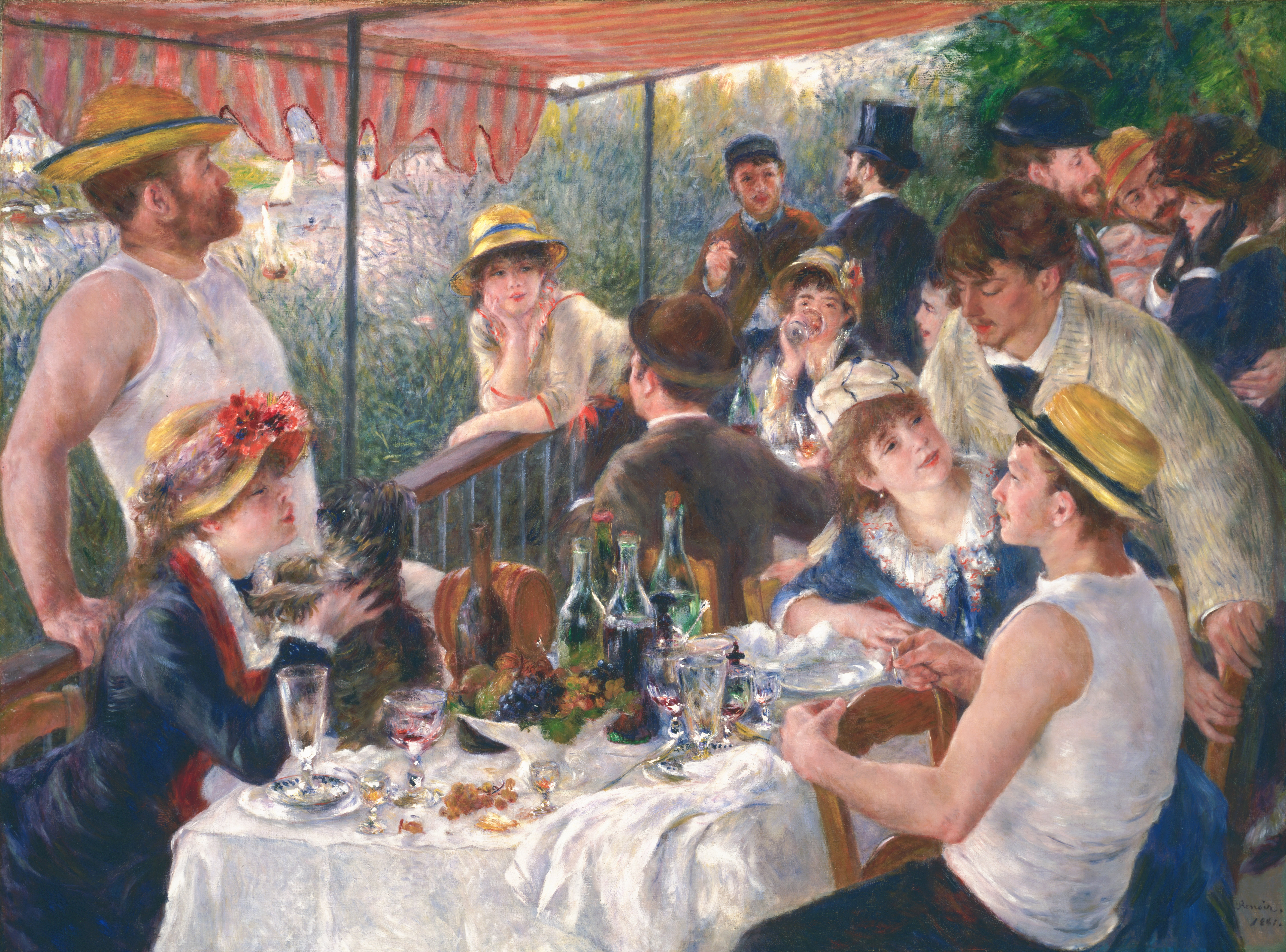
El dinar dels remers (1881), Renoir